# Bernard Comont
Bernard Fernand Comont est un homme politique français, né le 20 octobre 1929 à Péronne et mort le 24 juillet 2002 à Thonon-les-Bains à l'âge de 77 ans. Il est maire de Publier de 1989 à 2002.

## Biographie

### Un militant syndical de l’industrie
Bernard Comont est né dans une famille modeste à Péronne, en octobre 1924. Bon élève, titulaire du certificat d’études primaires et du brevet élémentaire, il aurait pu continuer ses études, mais la guerre l’en empêche. Ouvrier à 16 ans à Carbone lorraine, il entre à l’usine de Gennevilliers.
Dès cette époque, il rejoint la JOC dont il devient le responsable fédéral en 1945, puis lors de la Libération, la CFTC, dont il sera un des acteurs de l'évolution, lors du congrès de novembre 1964, à l'époque d'Eugène Descamps.
Du fait de ses activités syndicales, il sera renvoyé, en 1952, puis il entre, en 1954, comme agent de maîtrise, à Thomson Gennevilliers, où il devient responsable CFDT des ingénieurs. En 1959, il est secrétaire du comité d'établissement, membre du comité central d'entreprise responsable des œuvres sociales et siège au bureau fédéral de la métallurgie CFTC.
En 1963, Thomson s’implante à Thonon-les-Bains, remplaçant une usine Pathé Marconi. Bernard Comont qui fait partie des cadres mutés se présente bien sûr à l'union locale CFTC-CFDT. Dès 1977, il est élu au conseil des prud'hommes de Haute-Savoie où il siègera jusqu'en 1992. Il est, en 1966, trésorier de l'association des amis de la Maison de la Culture de Thonon, président de l'Atelier de chant choral, créateur et animateur du Centre Régional de Formation continue à Ballaison, membre du Conseil d'administration de l'URSSAF, et s’implique dans plusieurs autres organismes culturels ou autres de la région.

### Activités politiques

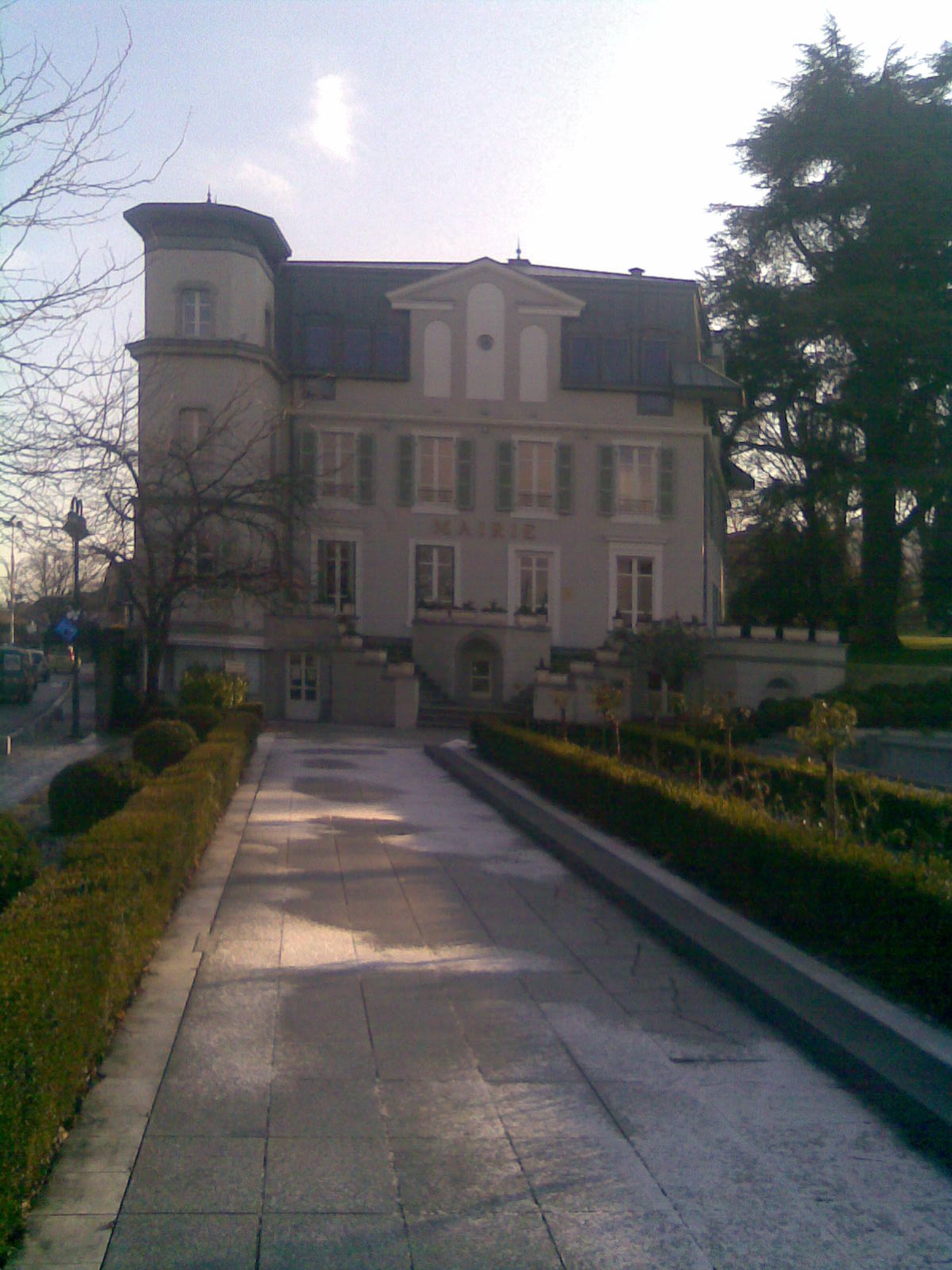
La mairie de Publier

En parallèle de son activité syndicale, Bernard Comont adhère au PSU, pour lequel il est candidat aux élections législatives dans sa circonscription, dès juin 1968, puis, à la disparition du parti, il entre au Parti socialiste.
En 1983, il entre comme conseiller d'opposition dans la commune de Publier, dans laquelle il est élu maire en 1989, réélu en 1995 et 2001. 
Il meurt au cours de son dernier mandat le 24 juillet 2002, à 77 ans, après une longue maladie. Ses obsèques eurent lieu le surlendemain à l'église de Publier.

### Récompenses et hommage
Bernard Comont reçut deux récompenses : il est fait chevalier de l'ordre national du Mérite dans les années 1980, Michel Charasse, alors ministre du Budget, lui épingle la Légion d'honneur en 1991.
La Cité de l'eau d'Amphion lui est dédiée.